# Marais Viljoen
Marais Viljoen (ur. 2 grudnia 1915 w Robertson, zm. 4 stycznia 2007 w Pretorii) – południowoafrykański polityk, kilkukrotny minister, następnie prezydent.

## Życiorys
Był najmłodszym z sześciorga rodzeństwa. 20 kwietnia 1940 ożenił się z Dorotheą Marią Brink, z którą miał córkę Elizabeth Magdalenę.
Przed rozpoczęciem kariery politycznej pracował na poczcie, a potem w afrykanerskojęzycznej gazecie „Die Transvaler”, redagowanej przez późniejszego premiera, Hendrika Verwoerda.
W 1953 roku został członkiem Zgromadzenia Ludowego z Alberton. Od roku 1958 pełnił funkcję wiceministra pracy i górnictwa (1958-1966), a następnie kolejno ministra pracy (1966-1970), spraw wewnętrznych (1970), pracy oraz poczty i telekomunikacji (1970-1976). W latach 1976–1979 był przewodniczącym Senatu, a od 21 sierpnia do 10 października 1978 roku był tymczasowo pełniącym obowiązki prezydenta po śmierci Nicolaasa Diederichsa. Po złożeniu tego obowiązku, zajął się próbą zatuszowania afery Muldera.
Po rezygnacji Johna Vorstera został ponownie prezydentem kraju 4 czerwca 1979 roku, a 10 czerwca został wybrany na pełną kadencję. Sprawował swoje obowiązki do końca kadencji 3 września 1984 roku i zmiany konstytucji, ustanawiającej trójizbowy parlament i znoszącej stanowisko premiera. Jego następca, Pieter Willem Botha, pełnił już obowiązki prezydenta, będącego równocześnie szefem rządu.
Zmarł 4 stycznia 2007 roku i został pochowany w Bloemfontein 13 stycznia.